# Hoplopyga miniata
Hoplopyga miniata är en skalbaggsart som beskrevs av Blanchard 1846. Hoplopyga miniata ingår i släktet Hoplopyga och familjen Cetoniidae. Inga underarter finns listade i Catalogue of Life.